# Лі Хван

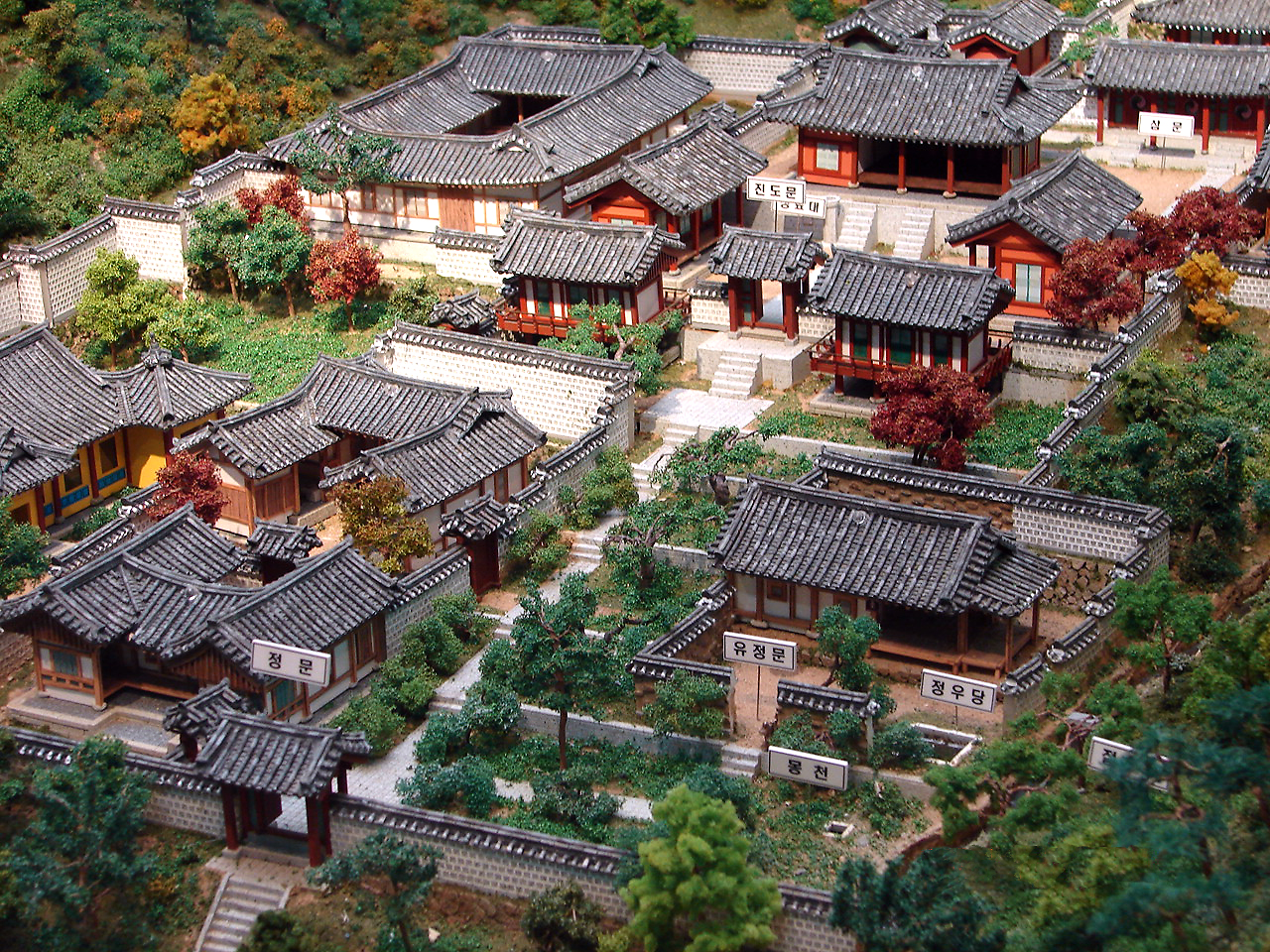
Сучасний вигляд академії Досан Сеовон

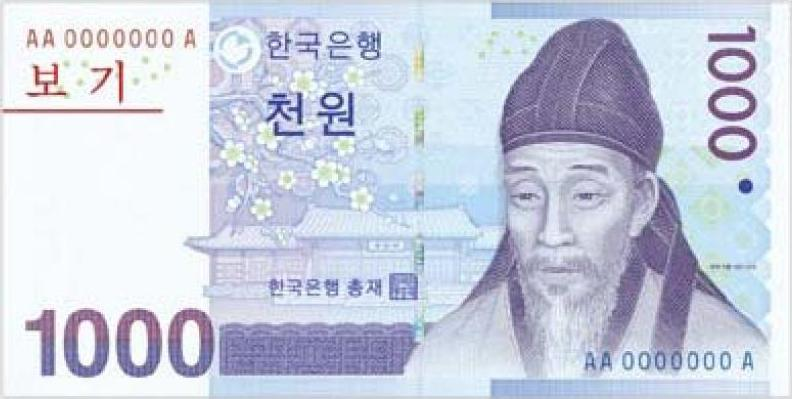
Портрет Лі Хвана на банкноті Республіки Корея номіналом 1000 вон

Лі Хван (кор. 이황, псевдонім Тогьо (висохлий струмок), почесне ім'я Мунсун; 1501, Андон — 1570, Андон) — корейський учений-неоконфуціанець, філософ, придворний чиновник Чосонської династії. Його, разом із молодшим сучасником Лі І, вважають найяскравішими представниками корейської філософії XVI століття. Письменник, засновник школи Йонсан та неоконфуціанської академії Досан-Сеовон.

## Життя та творчість
Народився в багатодітній родині (молодший із восьми дітей) у провінції Кьонсан на півдні Кореї. Родина була частиною корейського роду Лі. Уже в ранньому дитинстві знав напам'ять поетичні твори китайського поета Тао Цяня, з 12 років сам писав вірші. Тоді ж дядько Лі Хвана починає знайомити його з «Бесідами Конфуція», одним із чотирьох класичних канонів конфуціанської літератури. Вірш «Ядан» (야당; 野塘, «Ставок незайманої природи»), який Лі Хван написав у 18 років, вважають його першим видатним твором. У віці 20 років розпочав серйозне вивчення основ конфуціанської філософії. У 23 роки він приїхав до Сеула і вступив до університету Сонгюнгван. Через 4 роки Лі Хван здає попередні іспити на заміщення посад чиновника, в 33 роки він знову приїжджає в університет, щоб здати решту іспитів, і тут знайомиться з відомим філософом Кімом Інху. 1534 року складає з відзнакою останні іспити і починає кар'єру урядовця. 1538 року помирає його мати, і Лі Хван повертається в рідне місто, щоб, відповідно до конфуціанської традиції, витримати трирічний траур. Після повернення в Сеул працював на різних урядових посадах, часто їх поєднуючи. 1542 року виконував місію «під прикриттям» із розслідування випадків корупції в урядових і чиновницьких колах, а також із вивчення її впливу на настрої народу. Виконував це завдання, суворо переслідуючи корупціонерів, через що в нього з'явилося чимало могутніх ворогів, які домоглися, зрештою, судового розгляду проти самого Лі Хвана. Оскільки він виконував свою місію за вказівкою самого короля Чунджона, підступи ворогів і переслідування глибоко його зачепили. Його вразило, наскільки глибоко корупція проникла в державний апарат Кореї і оточення самого короля, наскільки підпадає король під вплив ворогів Лі Хвана і їхніх наклепів. Добре все обміркувавши, вчений вирішує залишити королівську службу.
Проте, повернувшись до провінції, Лі Хван продовжує службу, виконуючи доручення місцевої влади. Так, він обіймає посади губернаторів, правителів областей Даньян-гун у провінції Чхунчхон-Пукто та Пунджі, одному з передмість міста Йончжу. В Йончжу 1542 року вчений Сосу Сеовон відкрив конфуціанську академію того ж імені. Бувши правителем Енчжу, Лі Хван прийняв академію під своє заступництво, подарувавши їй низку привілеїв. 1552 року він стає керівником цієї академії, тому йде з державної служби. У цей час відбулася його єдина зустріч із тоді ще молодим Лі І, також у майбутньому відомим ученим-неоконфуціанцем. 1560 року відкриває дитячу школу Досан Сеовон (для хлопчиків віком від 7 до 16 років) і проводить час у медитації, наукових заняттях і навчанні своїх молодих послідовників.
Після смерті короля Інджона 1545 року на престол сходить його зведений брат Мьонджон. Він намагається умовити Лі Хвана повернутися до двору і зайнятися політичними справами країни, проте той не погоджується, вважаючи за краще провести своє життя в навчанні молодших і в наукових дослідженнях. Однак, дізнавшись, що в Сеул прибуває китайське посольство зі вчених-конфуціанців, він все ж вирішує прибути до короля. На цей час йому виповнилося 67 років. Король Менджон того ж року несподівано помер, і на престол зійшов зведений брат покійного, 15-річний Сонджо. Лі Хван отримує пропозицію зайняти при молодому королі пост церемонімейстера, проте відхиляє її і їде на батьківщину. Проте, юний король і королева-мати постійно нагадують вченому про його обов'язок служити при дворі. Зрештою 68-річний старець погоджується приїхати в Сеул, проте відмовляється від усіх посад і займається викладанням, зокрема й для молодого короля. Він також пише низку літературних творів і творів навчального характеру, серед яких здобули популярність «Десять діаграм учення мудрих». Цей твір мав направити юного короля Сонджо на шлях правління праведного і мудрого. Крім цього, Лі Хван протягом двох років читає лекції з китайського конфуціанства епохи Сун, а також «Книги Змін», «Бесід Конфуція», в яких бере участь і король Кореї Сонджо. 1570 року Лі Хван повертається вже остаточно на батьківщину, де незабаром і помирає.
Після смерті Лі Хвану, який прослужив державі понад 40 років, присвоєно найвищий урядовий міністерський чин. Поховання вченого є частиною конфуціанського священного пам'ятного місця, а в гробниці короля Сонджо встановлено пам'ятну плиту на честь його вчителя Лі Хвана. 1574 року школу «Досан Сеовон» за бажанням його учнів і послідовників перетворено на академію і місце пам'яті Лі Хвана.

## Вчення
Неоконфуціанство, яке з'явилося в Китаї в XI столітті, перш за все в працях Чжу Сі, ставило перед собою завдання доповнити вчення Конфуція, створене на основоположних моральних принципах, властивих Стародавньому Китаю, новим, всеохопним «всесвітнім» поглядом на речі і події. У XVI столітті в Кореї багато зроблено для розвитку вчення в цьому напрямку, причому величезний внесок зробили двоє вчених — Лі І і Лі Хван.
Лі Хван представляв розроблену ще Чжу Сі модель світу, згідно з якою в його основі лежать боротьба і єдність двох начал, двох «полюсів», Лі і Кі. При цьому Кі являє собою життєву енергію «дійсність», а Лі більш абстрактні поняття: правила ввічливості і поведінки, етикет, релігійні традиції, державну ієрархію і закони природи. Для Лі Хвана особливу цінність мали саме категорії цінностей, що належать до полюса Лі. Він вважав їх найважливішими елементами, які утворюють Всесвіт і підтримують у ньому Порядок. Щоб зрозуміти суть Всесвіту необхідно, перш за все, зрозуміти правила, яким він підпорядковується і в зв'язку з якими відбувається взаємодія всіх його елементів. Це, на думку вченого, важливіше, ніж зрозуміти дію різних сил і елементів, з яких складається наш світ. Такий погляд було також прийнято і в створеній Лі Хваном Академії. У цьому вчення Лі Хвана прямо протилежне ідеям Лі І, який вважав за головне вивчення і підпорядкування сил і життєвої енергії начала Кі.
Лі Хван відомий також як талановитий каліграф та поет. Після нього збереглося зібрання поетичних творів у формі сіджо, дуже популярній в середньовічній Кореї.

## Твори
Доробок Лі Хвана становить 316 робіт, що побачили світ у 467 виданнях і перекладені на сім мов. Серед них слід відзначити такі:
- 1681 — Десять діаграм мудрості (Hangeul: 성학십도, Hanja:聖學十圖)
- Загальний огляд та коментарі до творів Чжу Сі (Hangeul: 주자서절요, Hanja:朱子書節要)
- Коментар до письмен серця (Hangeul: 심경석의, Hanja:心經釋義)
- Історія неоконфуціанства династій Сун, Юань та Мін (Hangeul: 송계원명이학통록, Hanja:宋季元明理學通錄)
- Бесіди чотирьох і семи (Hangeul:사칠속편, Hanja:四七續篇 (тобто «чотирьох начал і семи почуттів» китайського філософа Мен-цзи).

## Пам'ять
- Портрет Лі Хвана вміщено на банкноті 1000 вон Південної Кореї.
- Його ім'я носить одна з вулиць у центрі Сеула.
- Його ім'я носить одна з категорій корейської національної боротьби тхеквондо.
- Ім'я Лі Хвана мають ряд дослідницьких інститутів в університетах Сеула, Токіо, Гамбурзі, а також у США та на Тайвані.